# Искандаров, Имамкул
Имамкул Искандаров (узб. Imomqul Iskandarov; 15 августа 1905, Самарканд, Самаркандский уезд, Самаркандская область, Туркестанский край, Российская империя — неизвестно) — советский узбекский хозяйственный, государственный и партийный деятель.

## Биография
Родился в 1905 году в Самарканде. Член КПСС.
С 1929 года — на хозяйственной, общественной и политической работе. В 1929—1960 гг. — советский и партийный работник в Узбекской ССР, первый секретарь Андижанского горкома КП(б) Узбекистана, народный комиссар коммунального хозяйства Узбекской ССР, участник Великой Отечественной войны, начальник политотдела 100-й кавалерийской дивизии САВО, старший инструктор по пропаганде и агитации Политуправления Воронежского фронта, начальник политотдела 309-й стрелковой дивизии, первый секретарь Денауского райкома КП(б) Узбекистана, первый секретарь Хорезмского областного комитета КП Узбекистана.
Умер до 1954 года.